# Cohors IV Ulpia Petraeorum

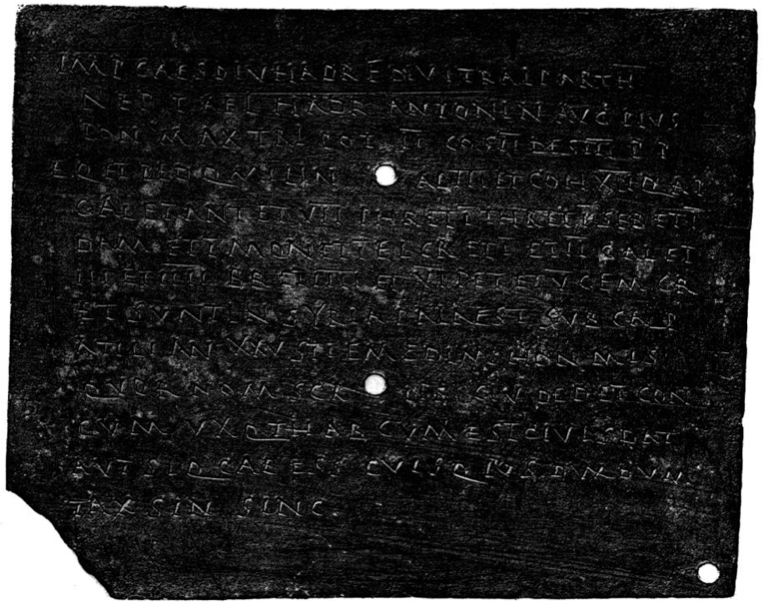
Das Militärdiplom des Jahres 139

Die Cohors IV (oder IIII) Ulpia Petraeorum (deutsch 4. ulpische Kohorte aus Petra) war eine römische Auxiliareinheit. Sie ist durch Militärdiplome belegt.

## Namensbestandteile
- Ulpia: die Ulpische. Die Ehrenbezeichnung bezieht sich auf Kaiser Trajan, dessen vollständiger Name Marcus Ulpius Traianus lautet.

- Petraeorum: aus Petra. Die Soldaten der Kohorte wurden bei Aufstellung der Einheit aus der Stadt Petra und ihrer Umgebung rekrutiert.  Nach der Annexion des Königreichs der Nabatäer (mit der Hauptstadt Petra) durch Trajan 106 wurden die Soldaten der königlichen Armee in die römischen Streitkräfte übernommen, wobei 6 Cohortes Petraeorum neu aufgestellt wurden.[1]

Da es keine Hinweise auf die Namenszusätze milliaria (1000 Mann) und equitata (teilberitten) gibt, ist davon auszugehen, dass es sich um eine Cohors (quingenaria) peditata, eine reine Infanterie-Kohorte, handelt. Die Sollstärke der Einheit lag bei 480 Mann, bestehend aus 6 Centurien mit jeweils 80 Mann.

## Geschichte
Der erste Nachweis der Einheit in der Provinz Syria Palaestina beruht auf einem Militärdiplom, das auf 139 n. Chr. datiert ist. In dem Diplom wird die Kohorte als Teil der Truppen (siehe Römische Streitkräfte in Syria) aufgeführt, die in der Provinz stationiert waren. Weitere Diplome, die auf 142 bis 160 datiert sind, belegen die Einheit in derselben Provinz.

## Standorte
Standorte der Kohorte sind nicht bekannt.

## Angehörige der Kohorte
Angehörige der Kohorte sind nicht bekannt.